# التوصيل والتشغيل العالمي

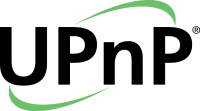
شعار دعم التركيب والتشغيل العالمي. (UPnP)

دعم التركيب والتشغيل العالمي (بالإنجليزية: Universal Plug and Play)، اختصارا UPnP)، هي مجموعة من المعايير المطبقة لتسهيل وصل الأجهزة الرقمية مع بعضها سلكياً أو ضمن شبكة المنزل اللاسلكية لإنجاز الأعمال المعتادة. صمم الـ UPnP ليطبق على الجوالات وأجهزة الحاسب وطرفياته وأجهزة التلفاز. ففي الجوالات تسهل تقنية الـ UPnP من ربط الجوال مع التلفاز والحاسب ومشاركة محتوياتها (كالصور وملفات الفيديو والموسيقي) لاسلكياً اعتماداً على تقنية الـ واي فاي.